# Bruchus adeps
Bruchus adeps là một loài bọ cánh cứng trong họ Bruchidae. Loài này được Schauf miêu tả khoa học năm 1862.